# Пранордијски језик
Пранордијски или праскандинавски језик је германски прајезик из којег су проистекла наречја старонордијског језика, а потом и сви северногермански језици. Овај термин обухвата период који почиње одвајањем говора с препознатљивим скандинавским цртама од прагерманског или од прасеверозападногерманског језика у периоду од позног 2. до раног 3. века, и траје до краја 8. века, када се пранордијски развија у старонордијски језик. 
Пранордијски језик је први германски језик на коме постоје писани споменици: најранији рунски запис, пронађен на норвешком тлу у округу Опланд, датира из друге половине 2. века.

## Развој нордијског језика
Записи током пранордијског периода су оскудни, но доследни и постојани: не постоје значајне временске рупе у атестацији, и језик у овом периоду је без значајне географске диференцијације. Највише раних рунских записа на пранордијском се налазе према источној обали данских области Шлезвиг и Јиланд, нешто мање на данским острвима и у јужној Шведској, и најмање у Норвешкој. Пранордијски је географски био ограничен на Скандинавију, пошто је до ширења скандинавске културе и језика дошло тек с викиншким добом и настанком старонордијског језика.

### До пранордијског периода
Између раног пранордијског, који има слабу, но доследну документацију, и прагерманског, који нема писаног трага, има мало разлика. По савременом схватању, пранордијски и западногермански језици деле одређене иновације у истом редоследу, што служи као доказ да су чинили тзв. северозападну германску језичку групу после сеобе Гота у 2. века. Промене карактеристичне за овај заједнички период:
- Ретракција прагерманског дугог *ē₁ у задњи ред *ā (прагер. *wēpną → стнорд. vápn „оружје”)
- Прва фаза а-умлаута: отварање кратких *u, *i → *o, *e када се у следећем слогу налазили *a, *ā, *ō (прагер. *hurną → пранорд. horna[7] → стнорд. horn „рог”)
- Затварање финалног оралног дугог *-ō у *-ū (прагер. *sō → стнорд. sú „она, та”)
- Краћење финалних неакцентованих дугих *-ī и *-ū према *-i и *-u (прагер. *laþō „позив” → пранорд. laþu[3] → стнорд. lǫð „гостопримство”)
- Једначење кратког неакцентованог *a с лабијалним *u у положају пре назала *m (прагер. *hą̄histamVz → пранорд. hagestumz[3] → стнорд. hestum „коњима”/дат. пл.)
- Монофтонгизација неакцентованих финалних *-ai, *-au → *-ē, *-ō (прагер. *dagai → пранорд. dage[2] → стнорд. dagi „дану”/дат.сг.)
- Ретракција кратког неакцентованог *-er- према *-ar- (прагер. *anþeraz → стнем. andar, стнорд. annarr „други (од два)”[8])

Такође, уочавамо и заједничке граматичке иновације:
- Губитак глаголског дуала и пасива, и трећег лица императива[2]
- Замена инфикса *-aiz- у јаким придевским наставцима кратким инфиксом *-ez- (прагер. *starkijaizōz → *starkjezōz → стнорд. sterkrar „снажне”/ген. сг. фем.)
- Аналошка промена вокала у номинативу двојине и множине личне заменице (прагер. *jut; *jūz → *jit; *jiz → стнорд. it; ér „вас двоје; ви”)
- Синкопа претерита у множини индикатива и свим облицима конјунктива (прагер. *dailidēdun → пранорд. dalidun[3] → стнорд. deildu „делили су” 3. инд. прет.)

### Ранији пранордијски
Ране етапе пранордијског језика, када се већ може говорити о одвојеном језику, одликују неке карактеристичне особине:
- Губитак инструментала и његово потпуно стапање с дативом[5]
- Очување вокатива, но у много мањој форми[9] у мушким именима барем назалне и и-основе
- Очување редупликативних претерита јаких глагола VII класе[2]
- Спорадична двосложна лична заменица номинатива првог лица једнине eka као једини доказ облика прагерманског *eką[5]

До 6. века је пранордијски вокални систем био сведен на пет парова дугих и кратких вокала. Прагермански троструки вокали су били сведени на дуге и у интерном и финалном положају. Није још било дошло до значајних синкопа: у том периоду је кренуо да се губи прагермански финални орални вокал *-a као први знак свеобухватне редукције.
У овом периоду се такође јавља обезвучавање финалних опструената. Прагерманско *z није учествовало у овом обезвучавању, за разлику од ситуације у готском језику, што имплицира да је до тад изгубило особину опструентности и вероватно постало сонант.
Финални назали су нестали из натписâ и после дугих и кратких вокала; због необичне дистрибуције руна A и O, и по доказима из староисландског и елвдалског говора, претпоставља се да су изгубили сегментност и претворили се у назализацију претходног вокала. Због једнаких исхода етимолошких назалних *-ǭ, *-ǫ̂ и оралног троструког *-ô, сматра се да се примарна назализација (наслеђена из прагерманског) била изгубила до времена кад је настала секундарна пранордијска.

### Позни пранордијски
Због каснијих фонетских промена у вокалима старонордијског, може се рећи да се до 7. века извршила промена и-мутације или умлаута, иако најчешће није графички била представљена у овом периоду. Камен из Стентофтена, из средине 7. века, показује умлаут у именици gestumz „гостима” (дат.пл.), где се умлаут већ проширио на остатак парадигме из једнине.
До 7. века је такође извршена елизија вокала *i после акцентованих тешких слогова, и *a у свим неакцентованин финалним слоговима, но (барем кратко) очуван број слогова епентезом неетимолошког вокала у претходни слог, вероватно као симбол за шва-вокал. У случајевима да у слоговима подложним елизији налазио скуп *-ja- или *-wa-, резултат је био кратак вокал *-i- или *-u-. У овом периоду се извршила монофтонгизација дифтонга *-ai- у затвореном слогу у положају пре фрикатива *f *x, као и спорадично пре других велара. 
У случајевима где се јављале секвенце *-V́wi- се вршила контракција, и она је избегла горенаведену елизију; западни старонордијски је до староисландског периода чувао примере где контраховани облици алтернирају с етимолошким обликом: од прагерманске парадигме *saiwiz *saiwī је настала старонордијска sær sævi.
У периоду до почетка 8. века је извршена парцијална реверзија умлаута, вероватно под утицајем аналогије: именице превасходно лаких основа су у великом броју случајева изгубиле умлаут и вратиле се на етимолошко стање, реструктуирајући основу према неумлаутованм облицима попут генитива множине.

### Крај пранордијског
До 9. века су се јавиле прве дијалекатски обојене црте. Међу позним цртама се јавља дифтонгизагија пранордијског картког акцентованог вокала e → ia, изузев после апроксиманата w r l, која је почела у јужној Шведској и до данас није извршила комплетну дифузију (парцијално изостаје у западној Норвешкој и Фарским острвима). 
У овом периоду се јавља и у-мутација или у-умлаут. Заокругљени -u и консонантско -w- изазивају лабијализацију у вокалу у претходном слогу. Док се ефекти овог умлаута на вокалима *i *ī *e *ē *æ *ǣ (ови последњи настали и-умлаутом) → y ý ø œ ø œ јављају широм нордијског говорног подручја, једино се на западном говорном подручју јавља и на отвореним вокалима задњег реда *a *ā → ǫ ǫ́. По дејству овог умлаута, већ око 9. века нестају и задњи трагови старог вокалног система и врши се последња заједничка вокална редукција заједничког нордијског периода: *i *u *ī *ū *a *ā *ē *ō → Ø Ø i u a a i u.
Док су пре елизије неакцентованих кратких слогова одређени јаки глаголи носили алофонски и-умлаут, после елизије је дошло до структурне диференцијације источног и западног говорног подручја: на истоку су презенти ових глагола изгубили умлаут по аналогији с инфинитивном основом и „ослабили” тј. попримили промену слабих глагола у презенту, док се на западу умлаут поставио као главно обележје презента ових глагола и проширио на све јаке глаголе и на слабе глаголе прве класе.
Чак и по распаду пранордијског језичког јединства, говорници источних и западних нордијских говора су могли да се споразумеју, и нове иновације су још прожимале цело језичко подручје. На пример: док се у свим нордијским језицима одиграла промена *Vxp *Vxt → V:p(p) V:t(t), ране позајмљенице у староенглеском у 9. и 10. веку указују да се ова промена није још била одиграла; иако налазимо у 12. и 13. веку старонордијски slátr, у енглески је ова именица позајмљена као *slaxtr → slauhtir → slaughter „покољ, клање”.

## Фонологија
Није могуће дати један фонолошки систем за пранордијски, због значајних промена које су се десиле у овом периоду. Док су консонанти остали релативно стабилни, дошло је до многих значајних вокалних измештања.

### Сугласници
Консонантски систем пранордијског се умногоме поклапао с прагерманским:
|           | Лабијали | Дентали | Алвеолари | Алвеолари | Палатали | Велари | Лабиовелари |
| --------- | -------- | ------- | --------- | --------- | -------- | ------ | ----------- |
| Назали    |          |         |           |           |          | ()     | ()          |
| Плозиви   |          |         |           |           |          |        |             |
| Фрикативи | ()       | ()      |           |           |          | ()     |             |
| Сонанти   |          |         |           |           |          |        |             |

- сегмент традиционално означаван као фрикатив *z (по вредности у прагерманском) у пранордијском показује карактеристике сонанта, пошто не учествује у обезвучавању и касније се, кроз ротацизам, стапа с прагерманским *r; у германистичкој и скандинавистичкој традицији се транскрибује као умањено латинично ʀ
- пранордијски сегменти *ŋ *ŋʷ су били алофони пранордијског *n pre велара и лабиовелара
- пранордијски сегменти *β *ð *ɣ су били алофони плозива *b *d *g у интервокалном положају и после *r. У позном периоду, пранордијски безвучни *ɸ *θ се стапају с *β *ð у интерном положају.
- фрикативни комплемент лабиовелара *ɡʷ се био изгубио већ у прагерманском периоду, стопивши се са сонантом *w

### Самогласници
Рани пранордијски вокални систем, у периоду до појаве и-умлаута, имао је великих сличности с прагерманским системом. Због различитог развоја самогласникâ у акцентованим и неакцентованим слоговима, може се говорити о два уско повезана система:
|           | Монофтонзи | Монофтонзи | Дифтонзи | Дифтонзи |
| Предњи    | Задњи      | Предњи     | Задњи    |          |
| --------- | ---------- | ---------- | -------- | -------- |
| Затворени | ī į̄ i      | ū ų̄ u      | iu       |          |
| Средњи    | (ē) e      | ō o        | ai       |          |
| Отворени  | ā ą̄ a      | ā ą̄ a      | ai       | au       |

|           | Монофтонзи | Монофтонзи |
| Предњи    | Задњи      |            |
| --------- | ---------- | ---------- |
| Затворени | ī i        | ū u        |
| Средњи    |            | ō          |
| Отворени  | ā          | a          |

- вокал *o у акцентованом слогу води порекло од прагер. *u отвореног под утицајем отвореног вокала у следећем слогу
- прагерманско дуго *ē се отворило к *ā. Пранордијски вокал означен овде као *ē је пореклом од ретког прагерманског дифтонга *ia[17]
- у акцентованом слогу су назализацију могли имати само *ā *ī *ū, као у прагерманском; у неакцентованом слогу је у ранијем периоду могао било који вокал бити назализован у финалном положају

Једно велико структурно одступање је губљење тројаког контраста кратак : дуг : предуг; троструки вокали *ê *ô *ę̂ *ǫ̂ се не разликују по исходу од дугих вокала *ē *ō *ę̄ *ǭ. Ово краћење или равнање није могуће прецизно датирати.

### Прозодија
Пранордијски је, попут прагерманског, имао јак иктусни акценат који је падао на први слог творбених основи, с повлачењем на префикс код неких изведених именица. Неакцентовани вокали су били слабије и краће изговарани, и временом кроз пранордијску историју су били све више подложни редукцији и елизији. Сложенице су можда имале разлику између примарног и секундарног акцента, где би секундарни акценат дуже чувао вокале од редукције од неакцентованог слога.

## Записи и писмо
Пранордијски језик је слабо документован, но писан је искључиво рунским писмом, како на свакодневним предметима, тако и великим епиграфским споменицима, тзв. рунским каменовима. Већина рунских натипса је из познијих етапа развоја пранордијског језика, али је могуће оформити комплетну, иако не богато посведочену слику, целокупног развоја пранордијског из прагерманског језика у саме скандинавске језике средњег века.